# Asthenotricha torata
Asthenotricha torata är en fjärilsart som beskrevs av Louis Beethoven Prout 1932. Asthenotricha torata ingår i släktet Asthenotricha och familjen mätare. Inga underarter finns listade i Catalogue of Life.